# Осово (Воротынский сельсовет)
О́сово (бел. Восава) — посёлок в составе Воротынского сельсовета Бобруйского района Могилёвской области Республики Беларусь.

## География
Посёлок Осово находится в 34 км на юго-восток от города Бобруйска Могилёвской области, 4 км от остановочного пункта Омельня на железнодорожной линии Бобруйск — Жлобин, 3 км от автомобильной дороги Н10452 Павловичи — Радуша, на просёлочной дороге Воротынь — Долгий Клин. В 1,5 км на восток от посёлка протекает река Ола (бассейн реки Березина).
Посёлок имеет прямолинейную планировку: короткая улица застроена деревянными домами, расположенными с одной (восточной) стороны.

## История
Посёлок Осово расположен в низинной, заболоченной местности. До мелиорации в XX веке окружающая территория представляла собой обширное лесное болото, известное ещё с XVII века как болото Родня.
Сам посёлок был основан в 1922 году переселенцами из близлежащих деревень Авсимовичи и Воротынь на бывших помещичьих землях. Согласно переписи 1926 года, Осово представляло собой застенок с 12 хозяйствами и 68 жителями. В начале 1930-х годов существовал Большой Осов с 22 дворами, а в полукилометре к западу от него, вдоль просёлочной дороги Воротынь — Долгий Клин, находился посёлок Малый Осов с 8 дворами. К 1940 году в Осово было 13 дворов и 32 жителя.
Во время Великой Отечественной войны пять жителей посёлка погибли на фронте или пропали без вести: Будник Иван Иванович, Габов Георгий Николаевич, Габов Николай Максимович, Прокопчик Мартин Ничипорович, Прокопчик Михаил Николаевич. Перепись 1959 года зафиксировала в Осово 61 жителя, а в 1970 году — 54 жителя. К 1986 году в посёлке насчитывалось 13 хозяйств и 32 жителя, и он входил в состав колхоза имени Пушкина.

## Население
- 1926 — 69 человек
- 1940 — 32 человека
- 1959 — 61 человек
- 1970 — 54 человека
- 1986 — 32 человека
- 1999 — 7 человек
- 2010 — 2 человека